# Claes Cederström (1864–1950)
Claes Arvid Bror Cederström, född 13 augusti 1864 i Malmö, död 7 februari 1950 i Helsingborg, var en svensk friherre, militär och ryttare.
Claes Cederström var son till Bror Cederström. Han blev underlöjtnant vid Kronprinsens husarregemente 1884, ryttmästare vid Livgardet till häst 1902, major i armén 1910 och var 1910–1914 chef för Skånska husarregementets detachement i Uppsala. År 1911 blev han major vid Livregementets husarer, 1914 överstelöjtnant vid Skånska husarregementet och var 1916–1924 överste och regementschef där. Cederström var 1895–1899 ridskolelärare vid ridskolan i Strömsholm och 1899–1904 stallmästare där, vilket innebar att han ledde skolans ridundervisning. Han var en tid en av Skandinaviens främsta kapplöpningsryttare, och gjorde sig känd för åsidosätta sin egen säkerhet för att kunna vinna och skadade sig många gånger. Senare var Cederström verksam som domare i ridtävlingar och ordförande i Skånska fältrittklubben. Han blev riddare av Svärdsorden 1904, kommendör av andra klassen av samma orden 1920, kommendör av första klassen, kommendör av andra klassen av Vasaorden 1924  och kommendör av första klassen av samma orden 1938. Claes Cederström är begraven på Nya kyrkogården i Helsingborg.